# Luis Vidart Schuch
Luis Vidart Schuch (Madrid, 27 d'agost de 1833 - 9 de setembre de 1897) fou un militar, filòsof cervantista i polític espanyol.

## Biografia
Fill d'un metge, Va estudiar llatí i ciències físic-matemàtiques i va ingressar al Col·legi d'Artilleria de Segòvia (1847). Al desembre de 1853 era ja tinent d'artilleria, i com a tal va intervenir en la repressió de les jornades revolucionàries de juliol de 1854 i de juliol de 1856; raó per la va ser ascendit a capità i va obtenir la creu de primera classe de San Fernando. Va col·laborar a les revistes en La Semana i el Semanario Pintoresco de Madrid.
Al començament de 1861 va ser destinat a Tetuan, on va romandre fins a l'abandó de la plaça per les tropes espanyoles (2 de maig de 1862). Va servir uns anys en la guarnició de Sevilla, i allí va casar amb Josefa María de Vargas Machuca y Gironda de Haro, filla dels barons de Tormoye. Allí fou escollit membre de la Reial Acadèmia Sevillana de Bones Lletres. Traslladat a Madrid, es va vincular al krausisme i es va implicar en el seu Ateneu (en 1866 era secretari de la Secció de Ciències Morals i Polítiques); va reprimir als revoltats el 22 de juny de 1866, assolint aquest dia la creu de primera classe del Mèrit Militar.
En 1866 va publicar La filosofía española, indicaciones bibliográficas (Impremta Europea, Madrid 1866), primera història de la filosofia espanyola escrita en espanyol. Va ascendir a comandant d'artilleria i el 1871 va ser enviat a França per a estudiar la guerra francoprussiana. A les eleccions generals espanyoles d'agost de 1872 fou elegit diputat per Albocàsser i Balmaseda dins les files del Partit Radical, ocupant l'escó valencià. El 1873 va demanar el pas a la reserva; va ascendir a tinent coronel en premi als seus escrits militars, va deixar la política activa i es va dedicar de ple a escriure novel·la, poesia, crítica i periodisme; va col·laborar en Revista de España, La Ilustración Española y Americana, La España Moderna, Revista Contemporánea, Blanco y Negro, etcètera. Fou escollit membre de la Reial Acadèmia de la Història i va llegir el seu discurs el 10 de juny de 1894 sobre la utilitat de les monografies per al total coneixement de la Història d'Espanya.

## Obres
- El panteísmo germano-francés, apuntes críticos sobre las doctrinas filosóficas de Ernesto Renan, Establecimiento tipográfico de T. Fortanet, Madrid 1864, 43 págs.
- La filosofía española, indicaciones bibliográficas, por don Luis Vidart, capitán de Artillería, individuo electo de la Real Academia Sevillana de Buenas Letras, secretario de la Sección de Ciencias Morales y Políticas del Ateneo de Madrid, &c. &c., Imprenta Europea, Madrid 1866, 406 págs. Edició en microfitxa per Pentalfa Ediciones [L-6], Oviedo 1983. Edició digital per la Biblioteca Filosofía en español, disponible en internet des de juny de 2000: http://filosofia.org/aut/vid/1866fe.htm
- Del predominio de la idea política en el siglo XIX, Discursos leídos ante la Real Academia Sevillana de Buenas Letras por... Luis Vidart y Schuch... y D. Fernando de Gabriel y Ruiz de Apodaca... en la recepción pública del primero, el 22 de diciembre de 1867, Establecimiento tipográfico de D. José María Geofrin, Sevilla 1867, 28 págs.
- Letras y armas, breves noticias de algunos literatos y poetas militares de la edad presente, Imprenta y Litografía de El Independiente, Sevilla 1867, 186 págs.
- Ejército permanente y armamento nacional, Imprenta de El Correo Militar, Madrid 1871, 146 págs.
- Discurso pronunciado en la inauguración del Ateneo del ejército y de la Armada el 16 de julio de 1871, Imprenta y Litografía del depósito de la guerra, Madrid 1871, 18 págs.
- La instrucción militar obligatoria: estudios sobre organización de la fuerza armada, 2ª edición corregida y considerablemente aumentada, Imprenta de Pedro Abienzo, Madrid 1873, 79 págs.
- Versos, Imprenta de El Correo Militar, Madrid 1873, 112 págs.
- Pena sin culpa, drama en tres actos, Imprenta de J. Noguera, Madrid 1874, 46 págs.
- Cuestión de amores, drama en tres actos, Est. tip. de José Cayetano Conde, Madrid 1876, 53 págs.
- La fuerza armada, Imprenta de José Nogiera, Madrid 1876, 63 págs.
- Cervantes, poeta épico: apuntes críticos, Imprenta de Aribau, Madrid 1877, 16 págs.
- La historia literaria de España (artículos referentes a lo que debe ser la Biblioteca de autores españoles publicados en la Revista Contemporánea), Tipografía de la Imprenta Contemporánea, Madrid 1877, 86 págs.
- Noticias biográficas del Comandante Villamartín, Imprenta Central, Madrid 1877, 84 págs.
- Camoens, apuntamientos biográficos, Imprenta de Aribau, Madrid 1880, 12 págs.
- El «Quijote» y el «Telémaco», apuntes críticos, Est. tipográfico Sucesores de Rivadeneyra, Madrid 1884, 22 págs.
- Las corridas de toros y otras diversiones populares, Librería de Antonio San Martín, Madrid 1887, 35 págs.
- Don Alvaro de Bazán y el almirante Jurien de la Graviere: apuntes para la historia de la marina militar de España, Imprenta de Enrique Rubiños, Madrid 1888, 54 págs.
- Los biógrafos de Cervantes en el siglo XIX: apuntes críticos, Est. tipográfico Sucesores de Rivadeneyra, Madrid 1889, 44 págs.
- Vida y escritos de Vicente de los Ríos, Imprenta del Cuerpo de Artillería, Madrid 1889, 184 págs.
- Un historiador francés de la vida de Cervantes, apuntes críticos, Est. tipográfico Sucesores de Rivadeneyra, Madrid 1891, 21 págs.
- Colón y Bobadilla, conferencia dada en el Ateneo de Madrid el 14 de diciembre de 1891, Est. tipográfico Sucesores de Rivadeneyra, Madrid 1892, 43 págs.
- Colón y la ingratitud de España, conferencia dada en el Ateneo de Madrid el 21 de enero de 1892, Est. tipográfico Sucesores de Rivadeneyra, Madrid 1892, 35 págs.
- Colón y Bobadilla, una polémica y un boceto dramático, Tipografía de Manuel Ginés Hernández, Madrid 1892, 30 págs.
- Descubrimiento del Nuevo Mundo: crónica dialogada de la conmemoración secular de este grandioso descubrimiento, Imprenta de Enrique Rubiños, Madrid 1893, 101 págs.
- Los aciertos del señor Pinheiro Chagas y los errores del señor Harrisse, apuntes críticos, Imprenta de los hijos de M.G. Hernández, Madrid 1893, 62 págs.
- Utilidad de las monografías para el cabal conocimiento de la Historia de España, discurso leído ante la Real Academia de la Historia en la recepción pública de Luis Vidart el día 10 de junio de 1894, Real Academia de la Historia, Madrid 1894, 62 págs.
- Vasco de Gama y el descubrimiento de Oceanía, apuntes histórico-geográficos, Imprenta de los hijos de M.G. Hernández, Madrid 1895, 42 págs.
- La partida de Vasco de Gama para el descubrimiento de la India: carta dirigida al Sr. Luciano Cordeiro, Imprenta del Cuerpo de Artillería, Madrid 1896, 16 págs.
- El descubrimiento de Oceanía por los portugueses: apuntes históricos, Imprenta del Cuerpo de Artillería, Madrid 1896, 64 págs.
- Dos nuevos historiadores de la vida de Cervantes, carta dirigida al Sr. D. Leopoldo Rius y Llosellas ilustre cervantista, Est. tip. Sucesores de Rivadeneyra, Madrid 1897, 14 págs.